# 松浦棟
松浦 棟（まつら たかし）は、江戸時代前期から中期にかけての大名。肥前国平戸藩の第5代藩主。官位は従五位下・壱岐守。
歴代藩主の中では初の一字名である。これは、代々一字名を特徴としていた嵯峨源氏の先祖にあやかったものであり、弟の昌、長男の長も同様である。ちなみに棟以降は、（本来なら藩主を継いでいたであろう）長と邦（甥で8代藩主の誠信の長男）が早世したため、松浦清（静山）までは二文字名（○信）の藩主が続いている。

## 経歴
正保3年（1646年）9月24日、4代藩主・松浦鎮信（天祥）の長男として江戸浅草にて誕生した。幼名は源三郎。
明暦2年（1656年）8月5日、4代将軍徳川家綱に拝謁する。万治3年（1660年）12月28日、従五位下・壱岐守に叙任する。寛文2年（1662年）5月10日、父鎮信と共に初めてお国入りする許可を得る。元禄2年（1689年）4月13日、江戸城の奥詰めとなる。同年7月3日、父鎮信の隠居により、家督を継いだ。志佐・調川の1万石を弟の昌に分与した。元禄4年（1691年）11月25日、奏者番兼寺社奉行に就任する。元禄7年11月3日、両職を辞める。また、長崎の検察官なども務めた。
荒廃で苦しむ農民の救済に尽力した。また優れた文化人であり、『履担斎遺文』160巻という自らの日記を残し、現代における貴重な史料となった。腰痛に長年苦しめられ、妻には先立たれ、5代将軍・徳川綱吉の寵愛を受けていた長男・長が早世してしまうという不幸が相次いだ。このため元禄9年（1696年）、弟の篤信を養嗣子として迎えた。元禄17年（1704年）2月、鎮信（法印）が破却した平戸城の再建に着工し、宝永4年（1707年）にほぼ完成した。
正徳3年（1713年）2月11日に腰痛を理由に家督を譲って隠居し、同年9月22日に病に倒れて死去した。享年68。墓所は自らが藩主在任中に建立した平戸の雄香寺。法号は雄香寺殿前壱州太守俊林宗英大居士。

## 系譜
- 父：松浦鎮信（1622年 - 1703年）
- 母：松平忠国の娘
- 正室：百 - 松平信綱の娘
- 側室：嘉智 - 奥田高秀の娘
- 生母不明の子女
  - 長男：松浦長（ながし）
  - 女子：秋月種政正室
- 養子
  - 男子：松浦篤信（1684年 - 1757年） - 松浦鎮信の四男
  - 女子：加藤嘉矩正室 - 秋月種封の娘